# Maria Chmielewska
Maria Chmielewska (ur. 1920, zm. 12 kwietnia 2016) – polska archeolog, dr hab., kierownik Zakładu Paleolitu Instytutu Historii Kultury Materialnej PAN.